# Amidar
Pour l’article homonyme, voir Amidar, agence immobilière israélienne.
Amidar est un jeu d'arcade programmé par Konami et publié en 1981 par Stern. Son format de base est similaire à celui de Pac-Man : le joueur se déplace dans un labyrinthe en essayant d'atteindre chaque point d'un tableau tout en évitant les ennemis. Lorsque chaque point a été absorbé, le joueur passe au niveau suivant. Le jeu et son nom prennent leurs racines dans le jeu de dessin japonais Amidakuji. Le niveau bonus d'Amidar est une réplique presque exacte d'Amidakuji et la façon dont les ennemis se déplacent est conforme aux règles du jeu d'origine.

## Système de jeu
Comme dans Pac-Man, le joueur est confronté à des ennemis qui tuent au moindre contact. Le nombre et la vitesse des ennemis augmentent progressivement au fur et à mesure que le joueur avance d’un niveau à l’autre. Aux niveaux impairs, le joueur contrôle un singe (dans certaines versions appelé « Copier ») et doit collecter des noix de coco tout en évitant les chasseurs de têtes (nommés parfois « Police » et « Thief »). Aux niveaux pairs, le joueur contrôle un rouleau à peinture (nommé « Rustler ») et doit peindre chaque point du tableau en évitant des personnages en forme de cochon (nommés « Cattle » et « Thief »). Chaque niveau est suivi d'un court niveau bonus.
Chaque fois qu'une partie rectangulaire du tableau est activée par le joueur (soit en collectant toutes les noix de coco environnantes, soit en peignant tous les bords environnants), le rectangle est coloré tout en accordant des points bonus dans les niveaux pairs (dans les niveaux impairs, des points sont attribués pour chaque noix de coco consommée). Lorsque le joueur colore les quatre coins du tableau, il lui est brièvement permis de tuer les ennemis en les touchant. Les ennemis ainsi tués tombent au bas de l'écran et reprennent leurs déplacements après quelques instants.
Les commandes de jeu sont simplement constitué d'un joystick et d'un bouton « Jump » (sauter en français) pouvant être utilisé jusqu'à trois fois par niveau ou par vie. Appuyer sur le bouton de saut ne fait pas sauter le joueur mais tous le ennemis, ce qui permet au joueur de marcher sous eux pour les éviter.
Des vies supplémentaires sont obtenues lorsque le joueur atteint les 50 000 points et ensuite tous les 80 000 points jusqu'à un maximum de 930 000 points. Passé ce seuil, le joueur ne peut plus gagner de vies de la partie.

### Mouvements des ennemis
Les ennemis se déplacent de manière déterministe, ce qui est décrit dans le jeu comme le « Amidar movement ». Chaque ennemi de type normal se déplace verticalement du haut vers le bas de l'écran, puis revient vers le haut et ainsi de suite. En se déplaçant dans une direction verticale constante, l'ennemi effectuera tous les virages horizontaux disponibles jusqu'à ce qu'il atteigne le haut ou le bas de la grille. Il continuera alors de se déplacer à gauche ou à droite dans la direction vers laquelle il fait face, puis effectuera le premier virage vertical disponible pour rentrer de nouveau dans le plateau de jeu. Cela garantit que, même si le mouvement des ennemis peut être prédit et évité, il n'y a pas de points sécurisés dans la grille où le joueur peut rester immobile pendant trop longtemps.
Chaque niveau a un ennemi spécial (le « Tracer », de couleur blanche) qui, au début de chaque étape, patrouille simplement autour du plateau de jeu dans le sens inverse des aiguilles d'une montre. Cependant, après un certain nombre de "tours", il commencera à poursuivre sans relâche le joueur en suivant le chemin emprunté par son avatar à l'écran. Bien que le traceur ne puisse pas dévier de la route exacte empruntée par le joueur, il ne reproduit pas ses pauses, ce qui signifie que les hésitations ou les retours en arrière du joueur permettront éventuellement au « Tracer » de le rattraper et de le tuer. Les niveaux ultérieurs augmentent la difficulté en ajoutant des grilles de jeu plus complexes, plus d'ennemis et en réduisant le délai avant que le « Tracer » ne commence la poursuite, jusqu'à ce que la poursuite débute qu'après un seul tour de tableau.

### Différences entre les niveaux
Dans les niveaux pairs où le joueur contrôle un rouleau à peinture, celui-ci ne peut pas s’éloigner trop loin des rectangles déjà colorés sous peine de manquer de peinture et de devoir retourner à proximités des surfaces colorés pour remplir sa réserve. Lorsque cela se produit, toutes les lignes peintes qui ne font pas partie d'un rectangle coloré disparaissent et doivent être repeintes. Concrètement, cela signifie que le joueur doit construire ses carrés de couleur autour du point de départ du niveau (qui a toujours une réserve de peinture fraîche) et les répartir vers l'extérieur plutôt que de compléter des carrés dans une partie quelconque du plateau de jeu, comme c'est le cas dans les niveaux impairs. Cela complique également le remplissage des rectangles situés dans les coins du tableau et devenir invincible pour tuer les ennemis n'est donc pas aussi facilement réalisable que dans les niveaux impairs.

## Portages
Amidar a été publié par Parker Bros pour l'Atari 2600 en 1982 et pour la console Casio PV-1000 en 1983. Une version visuellement différente, Spiderdroid, a été publiée pour Atari 2600 en 1987 par Froggo Games. Gakken a publié une version portable d’Amidar en 1982. Il s’agissait d’une version avec un afficheur fluorescent et une lentille de Fresnel grossissante. Il a également été publié en 1987 sous le nom Omidar par Profiteam/M&T pour le Commodore 64. Une version Thomson TO8 a également été réalisé par Titus en 1987 sous le titre "Kristal Zone"

## Compétition
Il existe deux ROM connues pour Amidar, une version difficile distribuée par Stern et une plus facile créée par Konami. Selon Twin Galaxies, Scott Karasek, habitant Racine dans le Wisconsin aux États-Unis, a inscrit un record du monde de 3 208 870 points le 22 juin 1982 sur la version de Stern. Todd Lamb a atteint 19 225 030 points le 1er octobre 1983 à Kenosha, également dans le Wisconsin.